# Psychology Today
Psychology Today (na hrvatskom, Psihologija danas) je časopis o psihologiji koji pokriva širok spektar tema, kao što su neuroznanost, zdravlje, veze, posao i psihološki aspekt trenutnih zbivanja. Članci su često građeni oko interpretacija nedavnih psiholoških istraživanja i anketa, kao i otkrića iz drugih područja poput neurologije i farmakologije. Psychology Today nije znanstvena publikacija, već je namijenjen široj publici, bez akademskog predznanja psihologije. Časopis izlazi svaka dva mjeseca. 